# 布魯克斯維爾 (緬因州)
布魯克斯維爾（英語：Brooksville）是一個位於美國緬因州漢考克縣的市鎮。

## 人口
根據2020年美國人口普查的數據，布魯克斯維爾的面積為132.40平方千米，當中陸地面積為80.63平方千米，而水域面積為51.77平方千米。當地共有人口935人，而人口密度為每平方千米7人。